# Gheorghe Lupu
Gheorghe Lupu (ur. 24 lutego 1884 w Vaslui, zm. 30 kwietnia 1966 w Bukareszcie) – rumuński tenisista, olimpijczyk z Paryża (1924). Jedyny rumuński tenisista, który wygrał przed II wojną światową mecz na igrzyskach olimpijskich.
Podczas Igrzysk Olimpijskich 1924 w Paryżu Lupu brał udział zarówno w grze pojedynczej mężczyzn, jak i w deblu. W grze pojedynczej najpierw pokonał 3:0 reprezentującego Meksyk Felipe del Canto, a następnie przegrał 0:3 z reprezentantem Stanów Zjednoczonych Wattim Washburnem.
W deblu wraz z Alexandru Romanem przegrał w pierwszym meczu z chilijską parą Domingo Torralva, Luis Torralva.
Trzykrotnie występował w drużynie Rumunii w turnieju o Puchar Davisa: 1925 (1 runda), 1928 (1 i 2 runda) i 1929 (1 runda).